# HMS Kashmir (1939)
HMS Kashmir (F12) (с англ. — «Корабль Её Величества «Кашмир»», номер вымпела F12) — эскадренный миноносец типа K, построенный для Королевского военно-морского флота Великобритании в 1930-х годах и названный в честь княжества Кашмир в Британской Индии.

## Описание
Эсминцы класса K повторяли предыдущий тип J, за исключением того, что на них не устанавливались минные тралы. Они имели стандартное водоизмещение 1690 длинных тонн (1717 т) и полное 2330 длинных тонн (2367 т). Общая длина кораблей составляла 339 футов 6 дюймов (103,5 м), ширина — 35 футов (10,7 м), осадка — 9 футов (2,7 м). Они приводились в движение паровыми турбинами с редукторами Парсонса, каждая из которых приводила в движение один гребной вал, используя пар от двух адмиралтейских трёхколлекторных котлов. Турбины развивали в общей сложности 40 000 лошадиных сил (30 000 кВт) на валу и обеспечивали максимальную скорость 36 узлов (67 км/ч; 41 миля в час). Корабли перевозили максимум 484 длинные тонны (492 т) мазута, что обеспечивало им дальность плавания 5500 морских миль (10 200 км; 6300 миль) при скорости 15 узлов (28 км/ч; 17 миль/ч). Корабельный состав насчитывал 183 офицера и матроса.
Корабли были вооружены шестью 4,7-дюймовыми (120 мм) орудиями Mark XII в трёх спаренных установках, двух перед мостиком и одной в кормовой части надстройки. Для противовоздушной обороны они имели одну счетверённую установку для 2-фунтовых пушек «пом-пом» и две счетверённые установки для 0,5-дюймового зенитного пулемета Vickers Mark III. Корабли класса K были оснащены двумя надводными пятитрубными торпедными аппаратами для 21-дюймовых (533 мм) торпед. Корабль был оснащён двумя бомбомётами и одним бомбосбрасывателем для 20 глубинных бомб.

## Строительство и карьера
Kashmir был заложен компанией Thornycroft в Саутгемптоне в октябре 1937 года, спущен на воду 4 апреля 1939 года и введён в эксплуатацию 26 октября 1939 года.
В компании с эсминцами Kingston и Icarus, Kashmir атаковал немецкую подводную лодку U-35 в Северном море 29 ноября 1939 года, заставив ее уйти на дно.
Кашмир был разбомблен и потоплен 23 мая 1941 года немецкими пикирующими бомбардировщиками Stuka из эскадры «Иммельман» под командованием Хубертуса Хитшхольда к югу от Крита в позиции 34°40′ с. ш. 24°10′ в. д..